# Abramelin
Abramelin – australijski zespół wykonujący death metal. W latach 1988 - 1994 funkcjonował jako Acheron. Nazwa została zmieniona aby uniknąć sporu z amerykańskim zespołem już ją noszącym. 

## Członkowie

### Ostatni skład
- Tim Aldridge - gitara, gitara basowa (1994-2002)
- Simon Dower - śpiew (1994-2002)
- Grant Karajic - gitara basowa (2000-2002)
- Matt Wilcock - gitara (2000-2002)
- Lance Lembrin - perkusja (2001-2002)

### Byli członkowie
- Justin Warnes - gitara basowa(1994-1999)
- Euan Heriot - perkusja (1994-1996)
- Mark Shuliga - gitara(1994)
- Rob Mollica - gitara(1995-1998)
- Matt Rizzo Maidhorn - perkusja (1996-1998, 2000-2001)
- Matt Skitz - perkusja (1998-1999)[1]

## Dyskografia
- Transgression from Acheron (1994, EP)
- Abramelin (1995, LP)
- Deadspeak (2000, LP)
- Transgressing the Afterlife - The Complete Recordings 1988-2002 (2013, kompilacja)[2]